# Тифлисский уезд

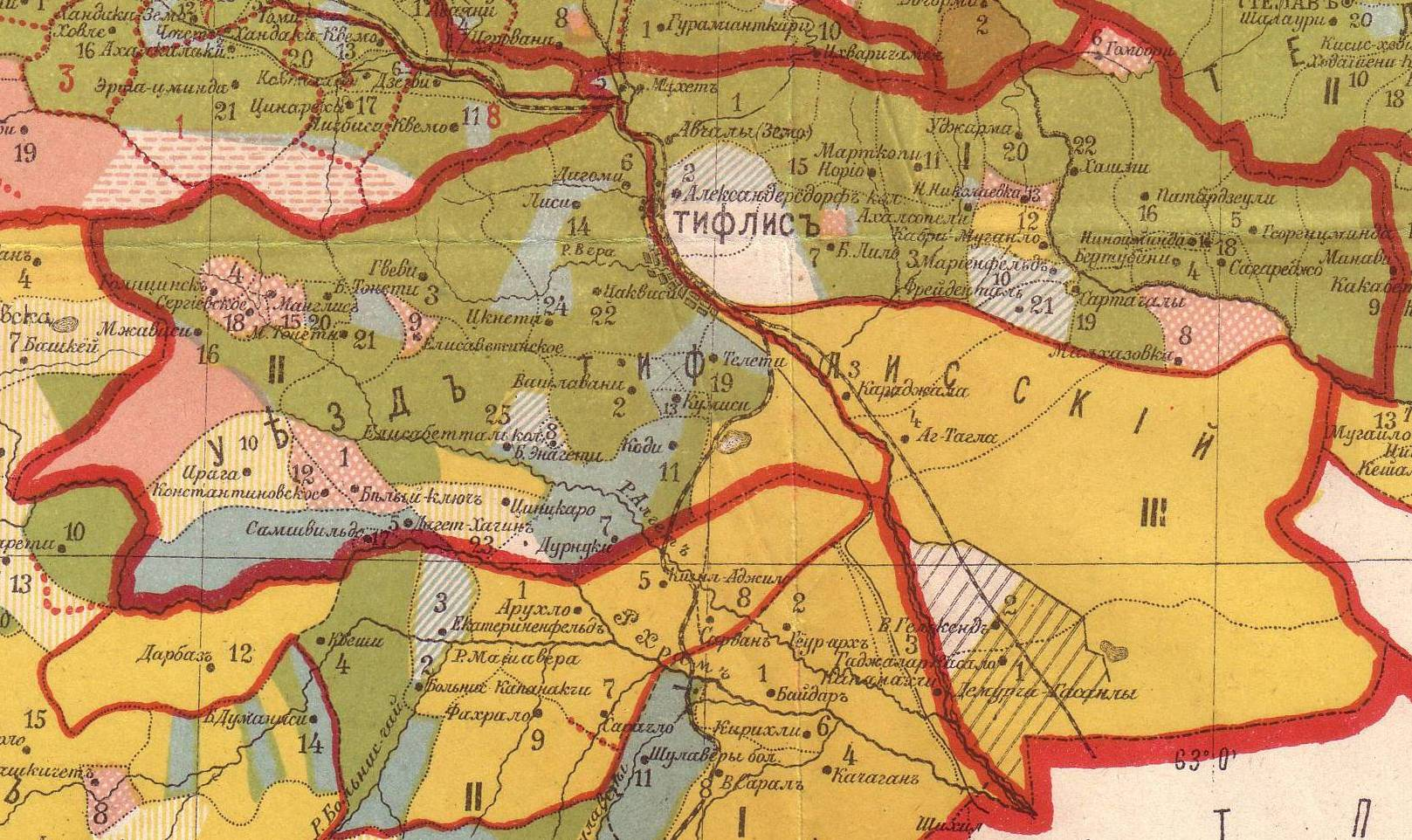
Тифлисский уезд

Тифли́сский уезд — административная единица в Тифлисской губернии Российской империи и Грузинской ССР. Уездный город — Тифлис.

## История
Тифлисский уезд в составе Грузинской губернии был образован в 1801 году в результате присоединения Картли-Кахетинского царства к России. В 1840 году уезд — в составе Грузино-Имеретинской губернии, с 1846 года — в Тифлисской губернии. В начале 1860-х годов часть территории Александропольского уезда Эриванской губернии была передана Тифлисскому уезду для образования в его составе Лорийского приставства. В 1880 году из части Тифлисского уезда выделен Борчалинский уезд.
В 1918 году уезд вместе с Тифлисской губернией вошёл в состав Грузинской Демократической Республики. В 1929 году упразднён с передачей территории в Тифлисский округ.

## Население
По результатам первой всеобщей переписи населения 1897 года население уезда составило 234 632 жителя (137 849 мужчин, 96 783 женщины), грамотных — 90 333 чел. или 38,5 %. В уездном городе Тифлис — 159 590 чел.

### Национальный состав
Национальный состав по переписи 1897 года:
- Грузины (картлийцы 80%, кахетинцы, мегрелы, имеретинцы, гурийцы, рачинцы.) — 80 293 чел. (34,22 %),
- Армяне — 57 933 чел. (24,69 %),
- Великорусы (русские) — 48 775 чел. (22,07 %),
- Татары (азербайджанцы)[Комм. 1] — 14 764 чел. (5,87 %),
- Российские немцы — 4957 чел. (2,31 %),
- Поляки — 4908 чел. (2,10 %),
- Понтийские греки — 4554 чел. (1,94 %),
- Малорусы (украинцы) — 3450 чел. (1,47 %),
- Евреи — 3336 чел. (1,42 %),
- Курды — 1500 чел. (1,0 %),
- Осетины — 1070 чел. (0,92 %),
- Ассирийцы — 1000 чел. (0,82 %),
- Персы — 810 чел. (0,78 %),
- Цыгане (Боша) — 606 чел. (0,42 %),
- Удины — 300 чел. (0,42 %),
- Турки — 254 чел. (0,42 %).

## Административное деление
В 1913 году в состав уезда входило 50 сельских правлений:
- Авчальское — с. Авчалы,
- Аг-Таклинское — с. Аг-Такла,
- Александерсдорфское — с. Александерсдорф,
- Ахалсопельское — с. Ахалсопели,
- Бертубанское — с. Бертубан,
- Белоключинское — с. Белый Ключ,
- Вашлованское — с. Вашловани,
- Гаджаларское — с. Гаджалар-Касало,
- Гвевское — с. Гвеви,
- Гелькендское — с. Гелькенд-Верхний,
- Георги-Цминдское — с. Георги-Цминда,
- Голицинское — с. Голицинск,
- Гомборское — с. Гомборы,
- Дагетхачинское — с. Дагет-Хачин,
- Дигомское — с. Дигоми,
- Дурнукское — с. Дурнуки,
- Елисабеттальское — с. Елисабетталь,
- Елисаветинское — с. Елисаветинское,
- Ирагинское — с. Ирага,
- Караджалинское — с. Караджала,
- Кодинское — с. Коди,
- Константиновское — с. Константиново,
- Кумисское — с. Кумиси,
- Лилойское — с. Лило-Большое,
- Лисское — с. Лиси,
- Малхазовское — с. Малхазовка,
- Манавское — с. Манави,
- Манглисское — с. Манглис,
- Мариенфельдское — с. Мариенфельд,
- Марткопское — с. Марткопи,
- Мжависское — с. Мжависи,
- Муганлинское — с. Кабри-Муганло,
- Нино-Цминское — с. Нино-Цминда,
- Ново-Николаевское — с. Ново-Николаевка,
- Норийское — с. Норио,
- Патардзеульское — с. Патардзеули,
- Петерсдорфское — с. Петерсдорф,
- Сагареджинское — с. Сагареджо,
- Сартачальское — с. Сартачали,
- Сергиевское — с. Сергиевское,
- Телетское — с. Телети-Хатис,
- Тионетское Малое — с. Тионети Малые,
- Тионетское Большое — с. Тионети Большие,
- Уджирмское — с. Уджарма,
- Фрейдентальское — с. Фрейденталь,
- Хашминское — с. Хашми,
- Цаквисское — с. Цаквиси,
- Цинцкарское — с. Цинцкаро,
- Цкнетское — с. Цхнети,
- Энагетское Большое — с. Энагеты Большие,